# Rubia pallida
Rubia pallida är en måreväxtart som beskrevs av Friedrich Ludwig Diels. Rubia pallida ingår i släktet krappar, och familjen måreväxter. Inga underarter finns listade i Catalogue of Life.